# Химкомбинат (платформа)
Химкомбинат — железнодорожная остановочная платформа Московской железной дороги в городе Новомосковске Тульской области. В начале каждой платформы имеются крытые павильоны. Кассы не работают.
Электрифицированный участок Маклец — Новомосковская I — Бобрик-Донской является «островным» — он не связан с другими электрифицированными железнодорожными линиями. Его называют «Новомосковское кольцо», хотя на самом деле это не кольцо, а линия между станциями Маклец и Бобрик-Донской.

## Фотографии
- Платформа. Архивировано 30 июня 2013 года.